# Marthe Pelland
Marthe Pelland, née en 1905 et décédée en 1996 est une médecin canadienne.
Elle est la première québécoise francophone diplômée en médecine.

## Biographie

### Formation
Marthe Pelland est la première québécoise francophone admise à l’étude de la médecine à la faculté de médecine de l’Université de Montréal en 1924. Son inscription se heurte à de nombreuses oppositions dont notamment celle de Mère Sainte-Anne-Marie, responsable du collège Marguerite-Bourgeoys d'où Marthe Pelland vient. La religieuse craint en effet que son inscription fasse fermer son établissement et va jusqu’à s'excuser de l'inscription de son élève auprès du recteur. Elle défend que la présence d’une femme en médecine ouvre la porte au féminisme outré. Le vice-recteur de l'université écrit au père de Marthe Pelland pour expliquer que sa fille pourrait  « troubler le climat social » de l'institution.
Elle finira ses études en 1930, première de sa promotion avec la mention summa cum laude (très grande distinction) devant ses futurs confrères dont  Armand Frappier. Sa photo est publiée en première page du journal La Patrie.

### Carrière médicale
De 1930 à 1933, elle vit à Paris grâce à l’obtention d’une bourse du gouvernement canadien. Elle y est assistante du neurologue André Thomas à l’Hôpital Saint-Joseph. Elle choisit de se spécialiser en neurologie, ce qui fait d'elle une des premières neurologues canadiennes.
Elle exerce la neurologie à l’Hôpital Saint-Luc de Montréal en 1934. Elle part ensuite vivre avec son mari à Paris. À l’annonce de la Seconde Guerre mondiale elle rentre au Canada. Au décès de son mari, elle décide de se tourner vers l'exercice de la médecine générale dans la ville de Québec.

## Hommage
Le prix Marthe Pelland est décerné chaque année à une jeune femme médecin pour son engagement associatif ou public.